# Sant’Eufemia (Rom)
Sant’Eufemia war zwischen 1566 und 1587 eine Titelkirche in Rom.

## Kardinalpriester
Folgende Personen waren Kardinalpriester von Sant’Eufemia:
- Guido Luca Ferrero (8. Februar 1566 – 5. März 1566), auch Kardinaldiakon von Santi Vito, Modesto e Crescenzia
- Francesco Crasso (6. März 1566 – 29. August 1566)
- Giovanni Aldobrandini (9. Juni 1570 – 20. November 1570), auch Kardinalpriester von San Simeone Profeta
- Charles d’Angennes de Rambouillet, (20. November 1570 – 23. März 1587)